# Kirchgasse 7 (Röttingen)

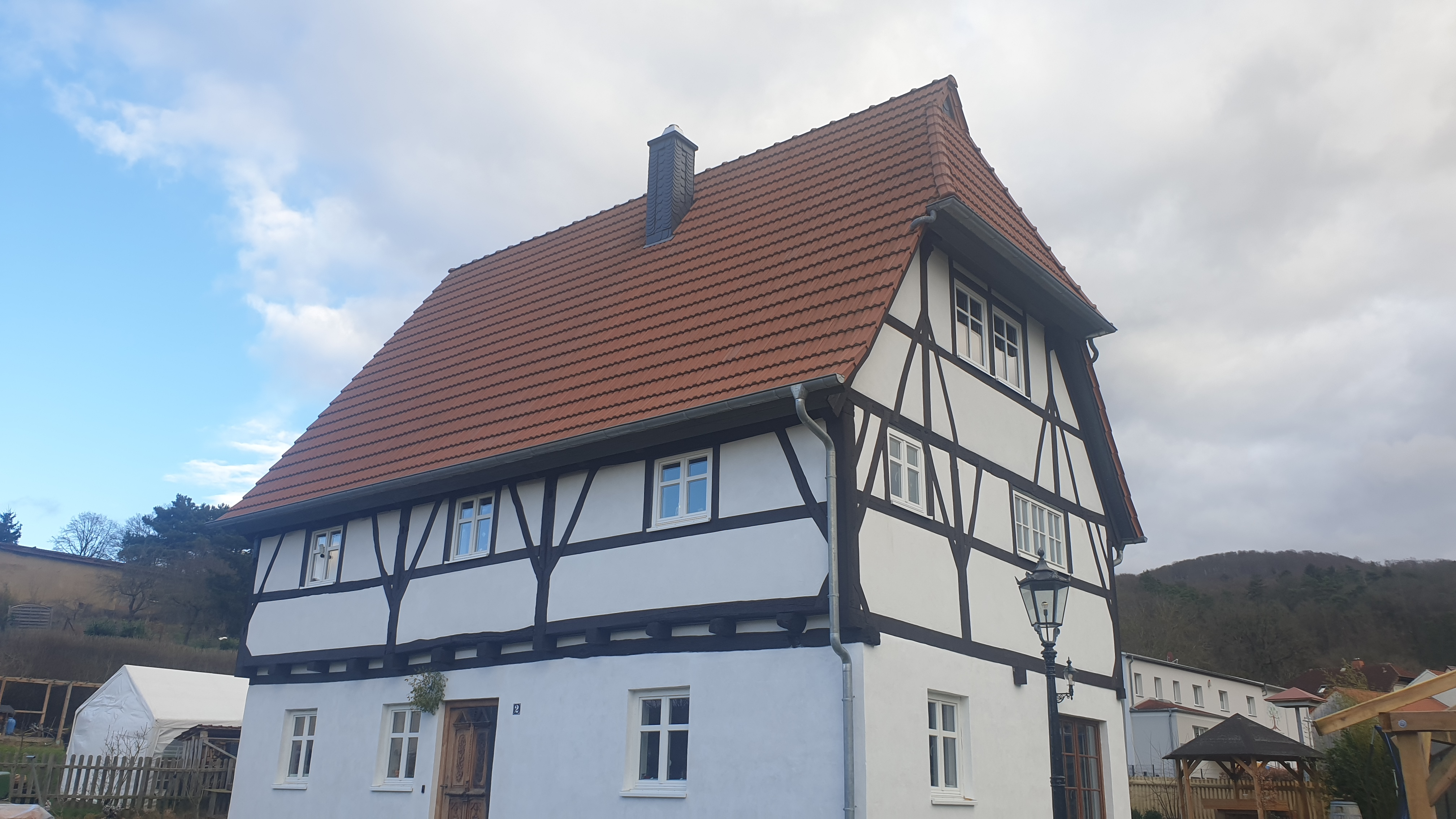

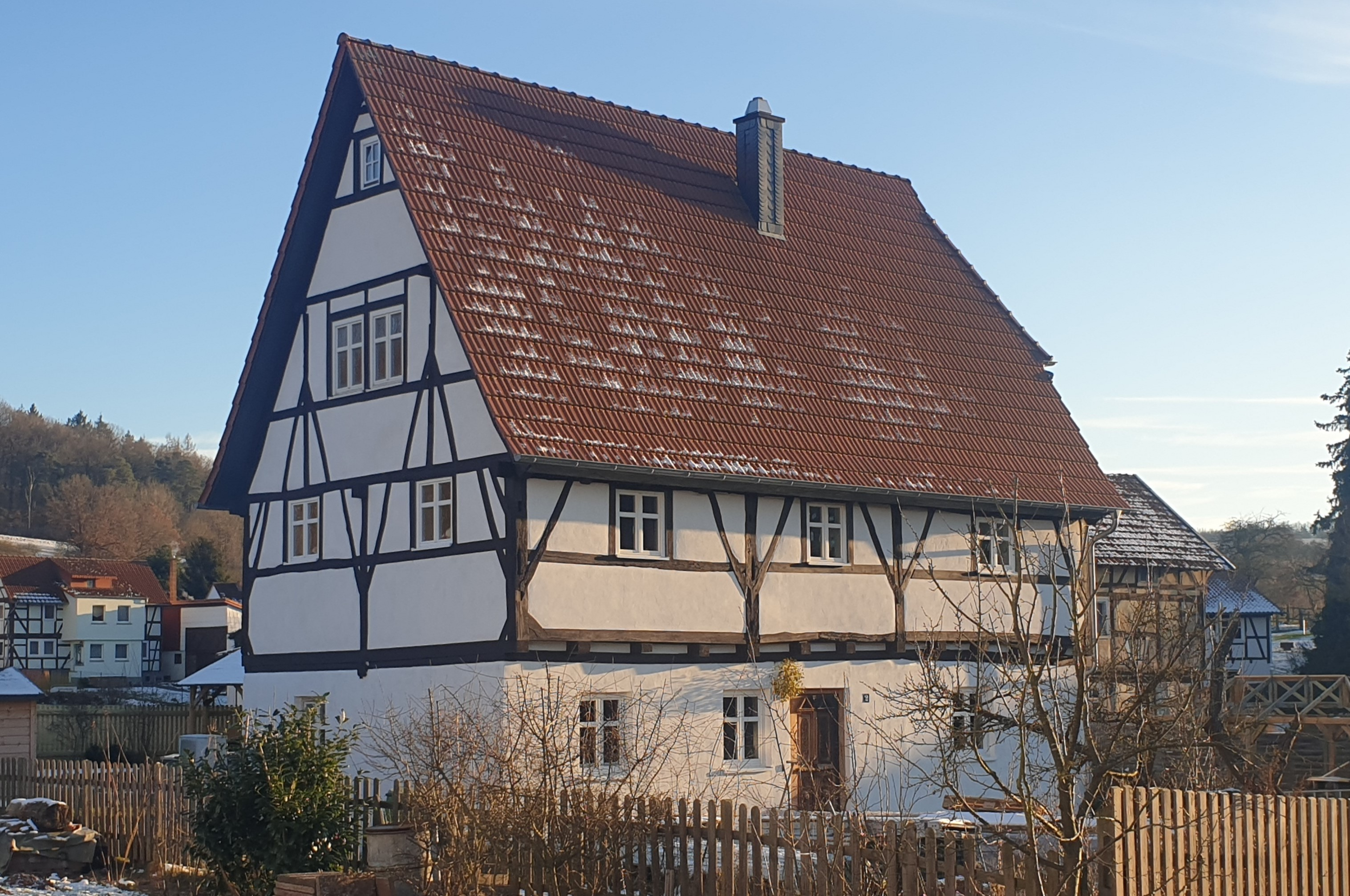
Fachwerkhaus am aktuellen Standort

Das spätgotische Fachwerkhaus Kirchgasse 7 ist ein ehemaliges Baudenkmal der Stadt Röttingen in Unterfranken. Das Gebäude wurde dendrochronologisch auf das Baujahr 1452/53 datiert. Es wurde 2014 abgebrochen und zwischen 2018 und 2022 aus den beim Abbruch geborgenen Balken wiederaufgebaut. Der neue Standort ist die Hirtengasse 2 in 36414 Pferdsdorf. Es handelt sich somit um ein transloziertes Gebäude.

## Architektur
Der spätgotische Bau in Eiche-Fachwerk wies ursprünglich einen Laubengang sowie einen Krüppelwalm auf, was anhand eindeutiger Merkmale an den Balken nachgewiesen werden konnte. 
Der Laubengang befand sich an der östlichen Traufseite auf den im Original längeren Deckenbalken. Das Untergeschoss war aus Muschelkalkbruchsteinen über einem großen Gewölbekeller errichtet. Die Mauern waren stellenweise über 70 cm dick. Der vordere Teil des Untergeschosses war zur Bauzeit offen bzw. ebenfalls in Fachwerk gehalten. Belegt wird dies durch eine Blattsasse und ein Zapfenloch im Rähm, der hier eine Verlängerung der Mauerlatte darstellt. Hier befand sich vermutlich ein Verkaufsstand.

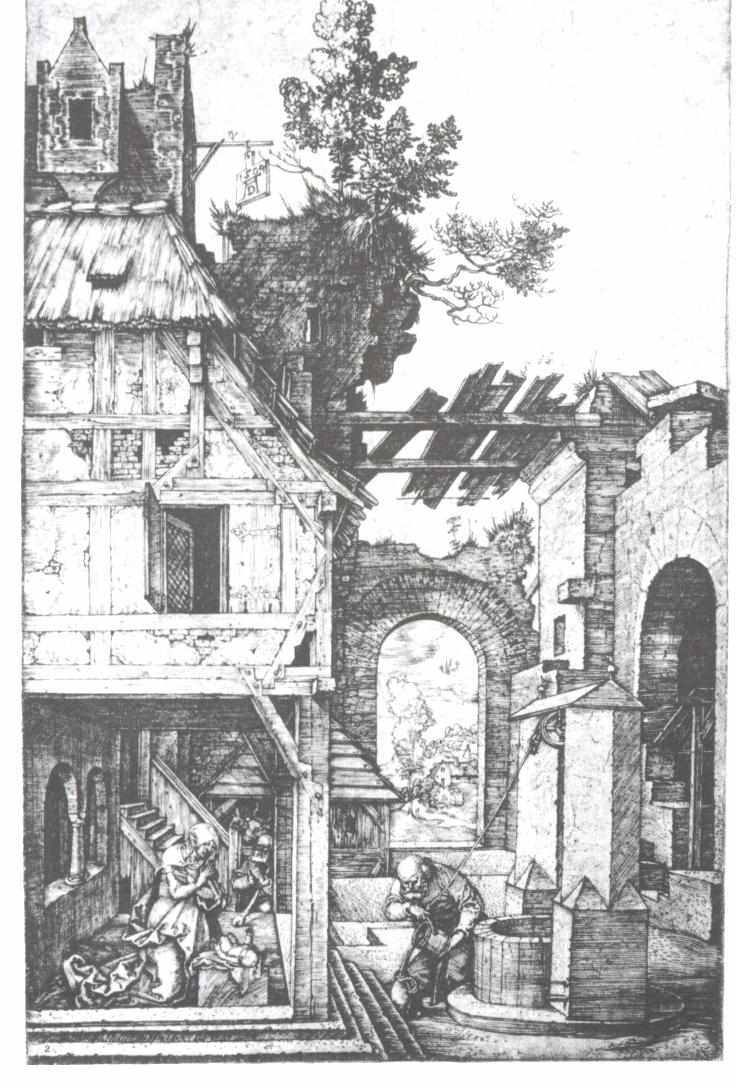
Albrecht Dürer, Die Geburt Christi. Kupferstich von 1504.

Auf dem nachstehenden Bild von Albrecht Dürer ist ein Beispiel für diese Bauart zu sehen. Auf dem übrigen Bruchsteinsockel waren jeweils doppelte Mauerlatten verlegt und mit den Deckenbalken verkämmt. Im Obergeschoss war ursprünglich eine Bohlenstube verbaut, die leider nur in wenigen Fragmenten erhalten blieb. Es fanden sich bauzeitliche Keilbohlentreppen sowie Wendebohlentüren, die vor dem Abbruch nach Augsburg zur Aufbewahrung im Museumsarchiv verbracht wurden. Es handelt sich um eine Stockwerk-Bauweise. Das steile Kehlbalkendach mit Hahnenbalken ist vollständig erhalten.
Es kann vermutet werden, dass es sich um ein Wohn- und Geschäftshaus einer Winzerfamilie handelte. Der sehr große Keller sowie der vermutete Verkaufsstand im vorderen Bereich des Hauses liefern Hinweise dafür. Zudem ist die Region um Würzburg seit langem eine bekannte Weingegend. Fränkische Weine sind seit dem Mittelalter ein begehrtes Handelsgut. 

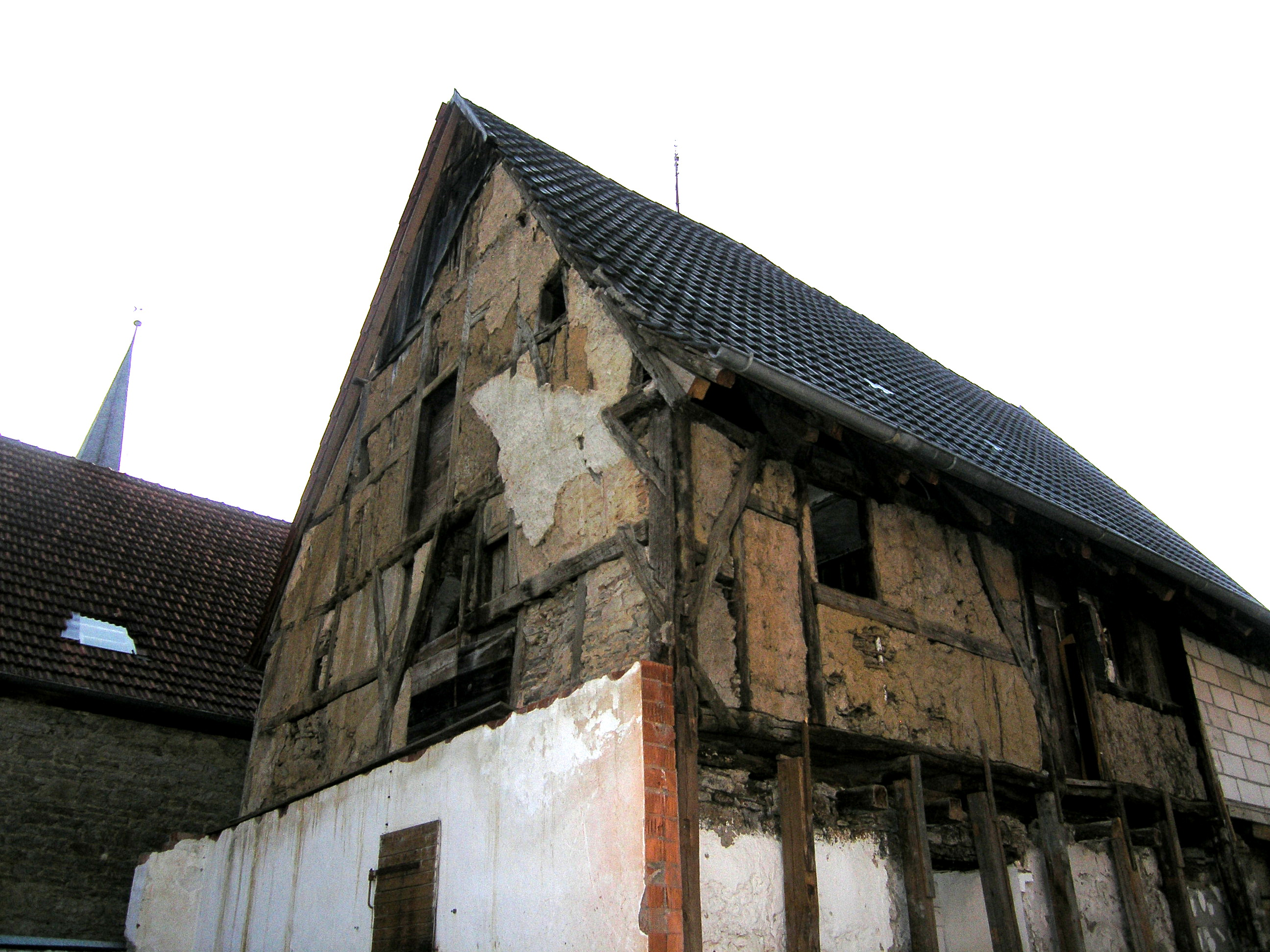
Fachwerkhaus am ursprünglichen Standort.

## Abbruch und Wiederaufbau
Ein ortsansässiger Winzer benötigte das zentral neben der Kirche gelegene Grundstück für einen Hallenbau und konnte das Haus nach jahrelangem Rechtsstreit und umfangreicher Baudokumentation im Sommer 2014 abbrechen. Zur Rettung des Hauses wurden die aus dem Abbruch geborgenen Balken gesichert. Mit Hilfe von Fotos, Holznagellöchern und alten Abbundzeichen konnte eine vollständige und korrekte Rekonstruktion vorgenommen werden. Die „Puzzlearbeit“ sowie die Rekonstruktion und Restaurierung der stark geschädigten unteren Balkenebene dauerte etwa ein Jahr. Erst nach diesem Schritt konnte der Wiederaufbau in Betracht gezogen werden. Besonders herausfordernd war der Aufbau des Untergeschosses, das von Bodenplatte bis Mauerwerk exakt passend zum nicht winkligen Fachwerk vorab errichtet werden musste. Weiterhin wurden zusätzlich zum ohnehin großen Schadensbild viele Balken beim Abbruch durchgesägt, was einen hohen Aufwand bei der Reparatur des Fachwerkgefüges zur Folge hatte.

## Der Wiederaufbau im Detail
Der Wiederaufbau erfolgte abweichend von der ursprünglichen Ausrichtung der „Schauseite“ nach Norden, um etwa 180 Grad gedreht. Der einseitige Krüppelwalm konnte anhand der Befunde rekonstruiert werden. Auf die Rekonstruktion des Laubenganges musste jedoch verzichtet werden, hier war eine exakte Rekonstruktion ohne weitere Befunde nicht möglich. Die vordere Giebelseite bestand aus jüngerem Fachwerk, das bei einer Sanierung um 1700 das originale, spätgotische Gefüge ersetzte. Leider waren diese neueren Balken so stark geschädigt, dass eine Wiederherstellung als nicht lohnenswert erachtet wurde. Diese Seite der Fassade wurde somit vollständig im bauzeitlichen Erscheinungsbild rekonstruiert. Es ist nicht bekannt, ob das Dach ursprünglich mit Dachziegeln eingedeckt war. Wahrscheinlicher ist eine Deckung in Stroh bzw. Schilf. Beim Wiederaufbau wurde es in ortsbildtypischen Doppelmuldenfalzziegeln eingedeckt.
Die Eingangstüre im Historismus-Stil stammt von einem Bauernhaus an der Mosel und erinnert mit der Weinzier an die Herkunft des Hauses aus einer Winzergegend. Die Haustüröffnung ist annähernd an originaler Stelle. Die Fensteröffnungen entsprechen nicht den bauzeitlichen, wesentlich kleineren Öffnungen, wurden jedoch ohne weitere Störung des Fachwerkgefüges eingepasst. 
Die Fachwerkbalken wurden mit gebranntem Eisenoxid (Caput mortuum) in Leinöl gestrichen. Dies entspricht zwar späteren, historischen Vorbildern, der ursprüngliche Bau wies jedoch keinerlei Farbgebung auf. Das Holz war unbehandelt. Um die vielfältigen Reparaturen im Fachwerk zu egalisieren, wurde jedoch eine Farbgebung gewählt, die dem Erscheinungsbild stark gealterter Eiche nahekommt.
Auch wenn das Haus in Teilen verloren ist – der Kalksteinsockel sowie der Gewölbekeller sind leider nicht erhalten – sind doch die originalen Balken samt gut erhaltenem Dachstuhl im originalen Zusammenhang bewahrt. Das äußere Erscheinungsbild entspricht nach dem Wiederaufbau weitgehend dem bauzeitlichen. Sämtliche Gefache sind mit Lehm ausgefüllt und mit Kalkputz verputzt, Materialien, die auch zur Bauzeit genutzt wurden.
Das private Projekt erfolgte samt Bauleitung größtenteils in Eigenleistung. Das Haus wird als Wohnhaus genutzt.

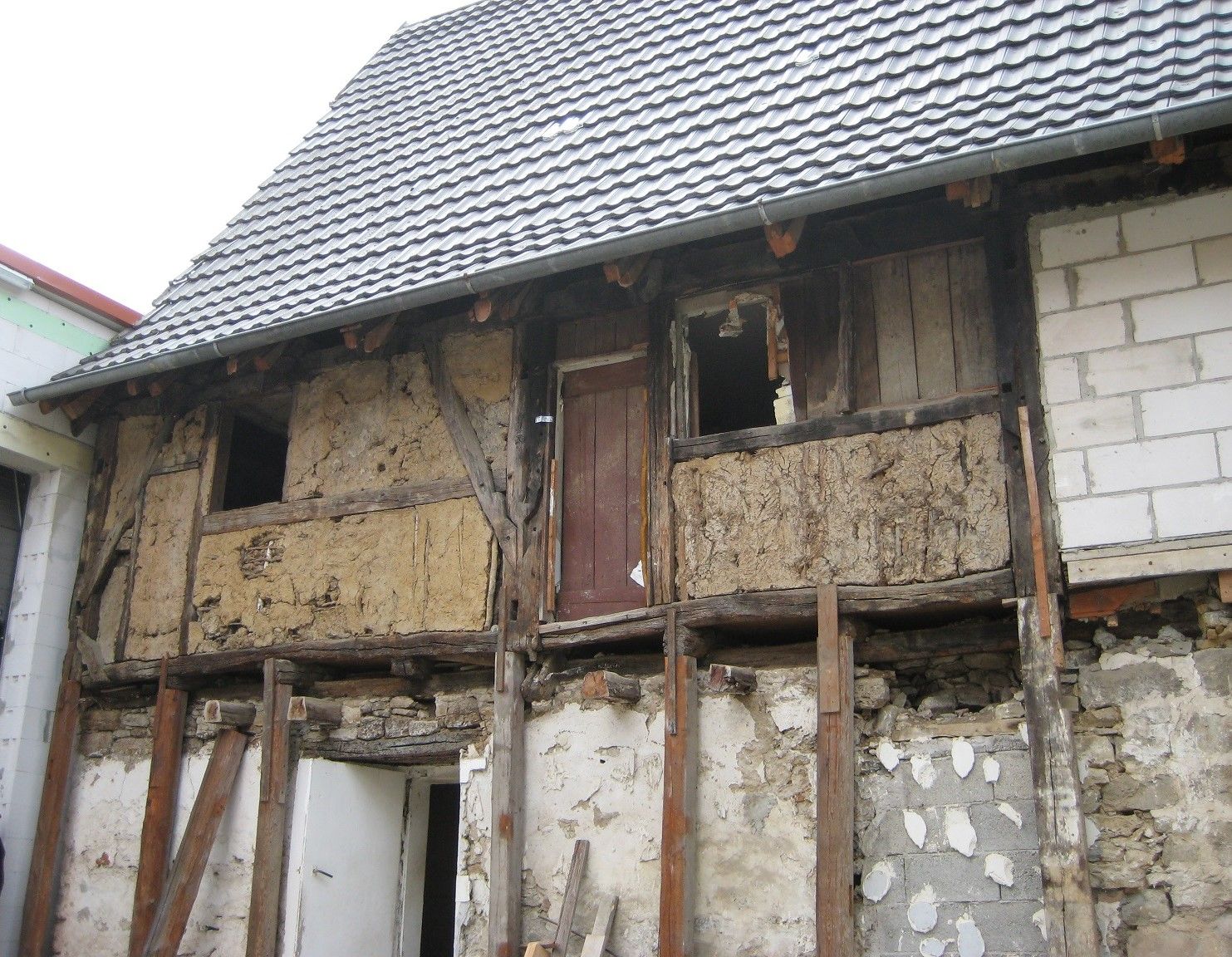
Am ursprünglichen Standort
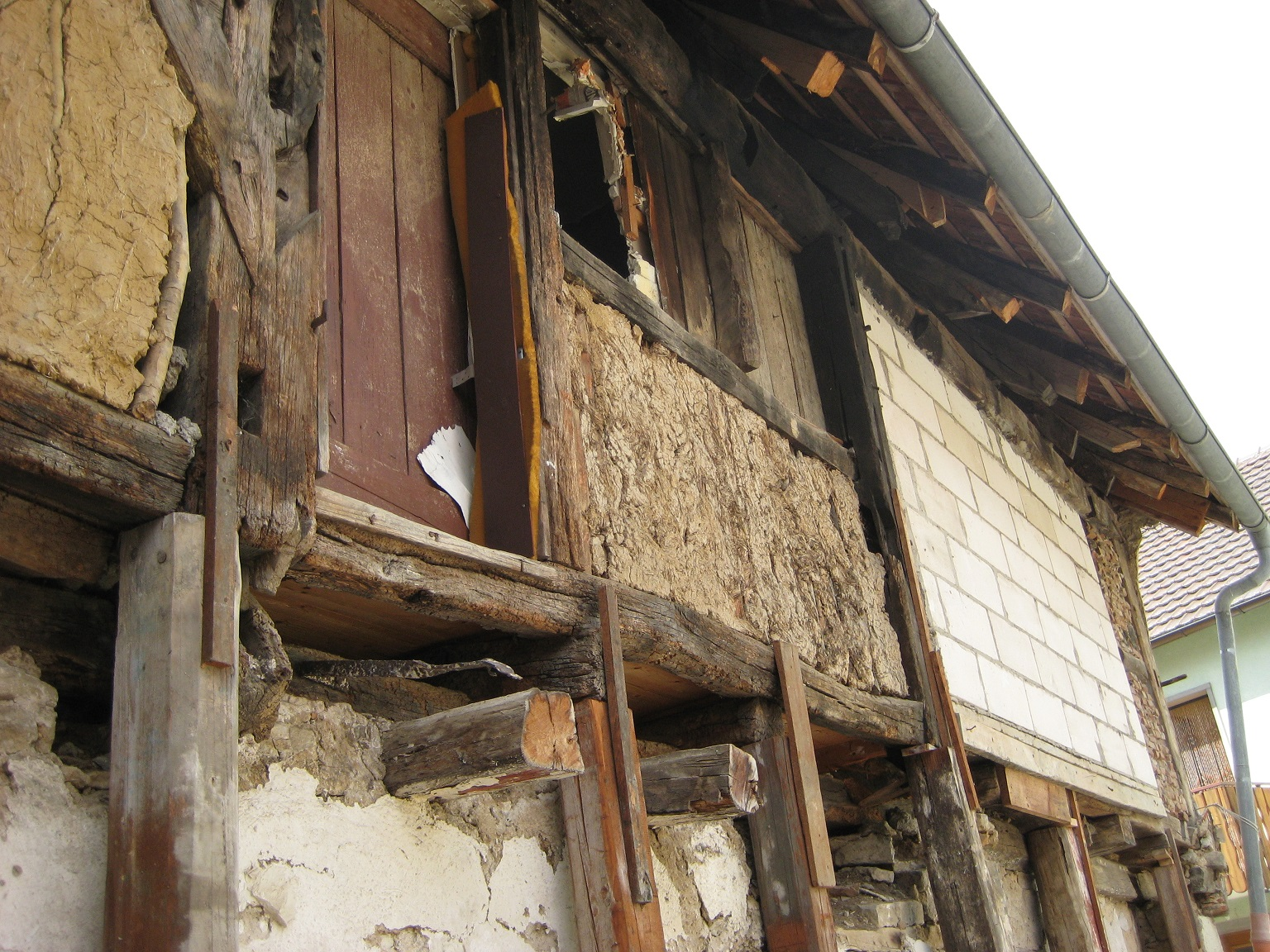
Am ursprünglichen Standort
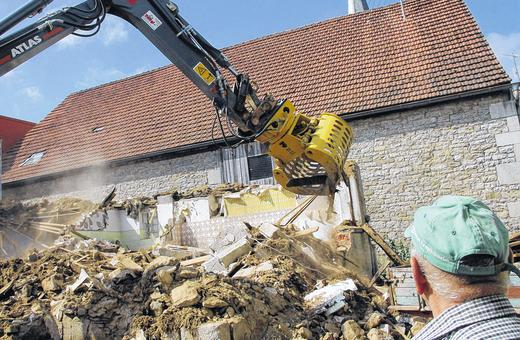
Abbruch
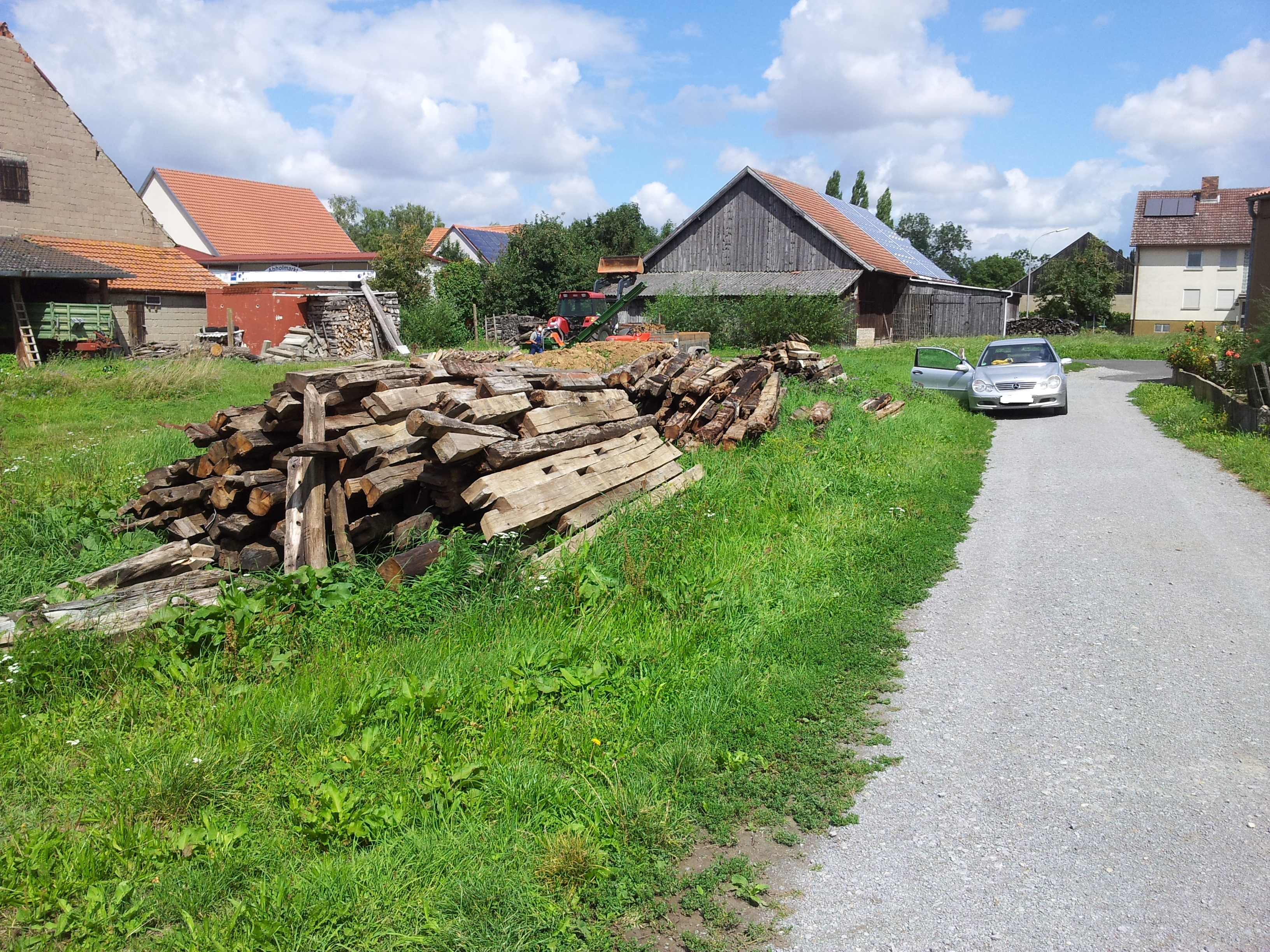
Balken bei der Bergung
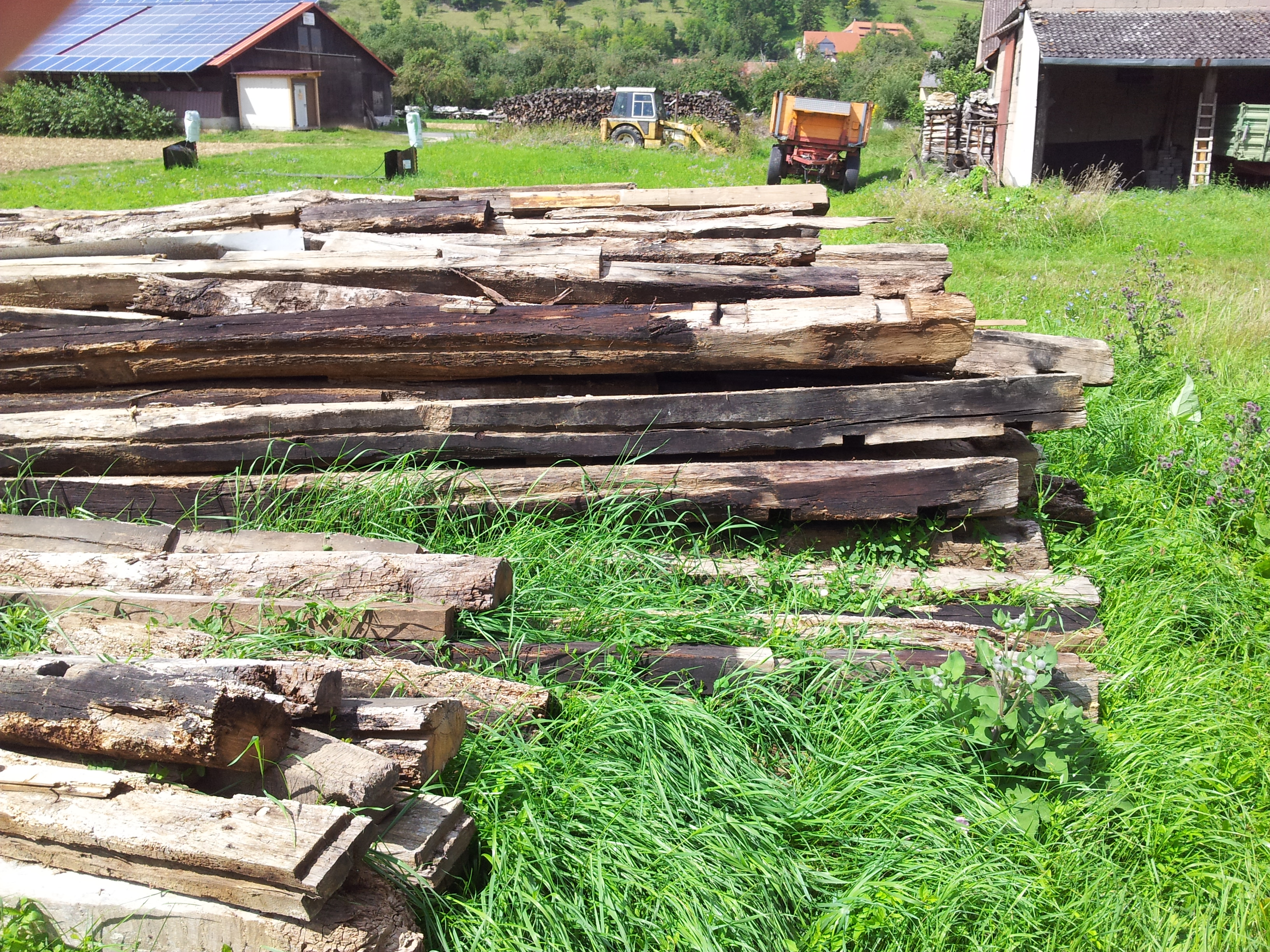
Balken bei der Bergung
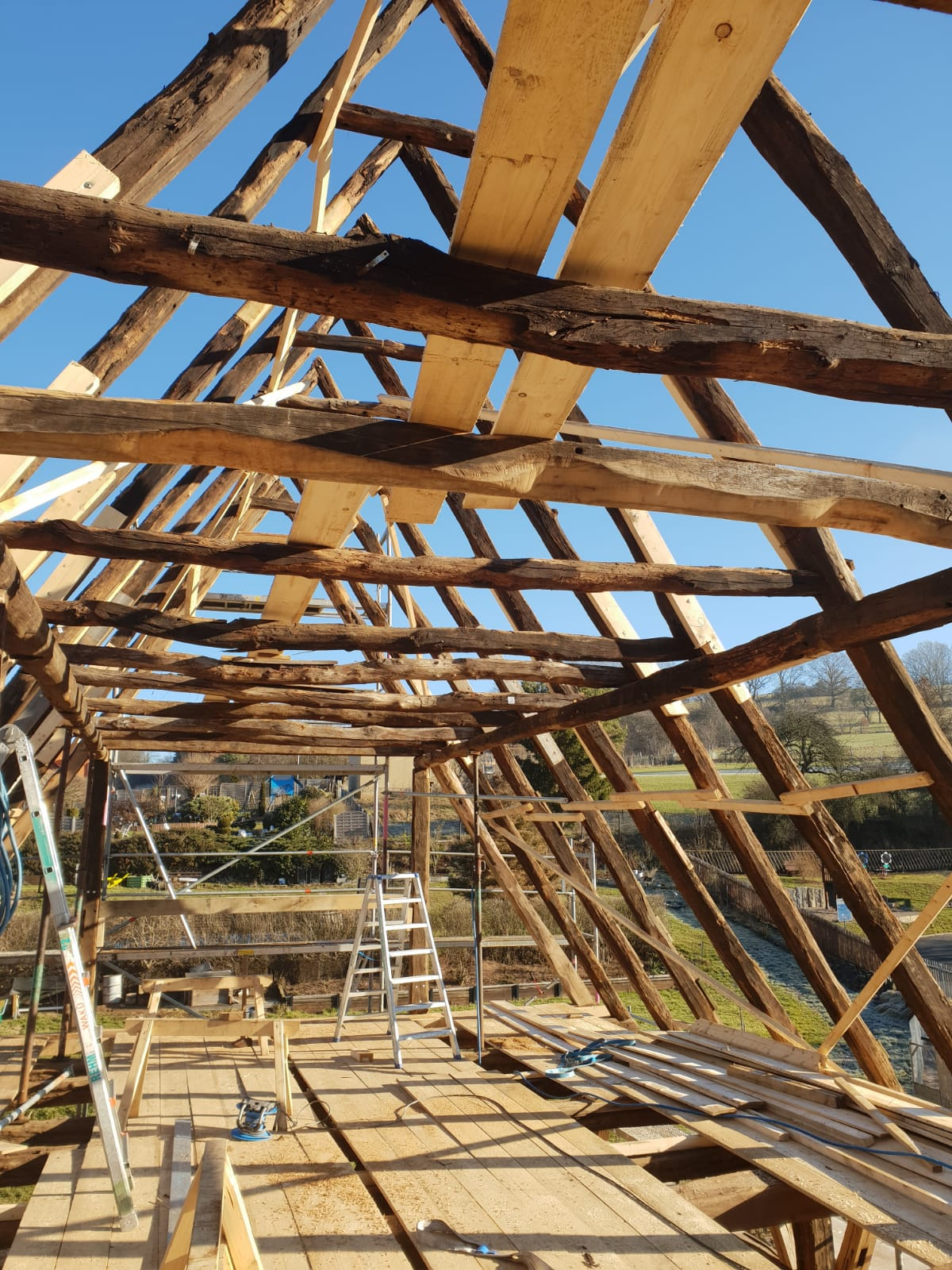
Wiederaufbau
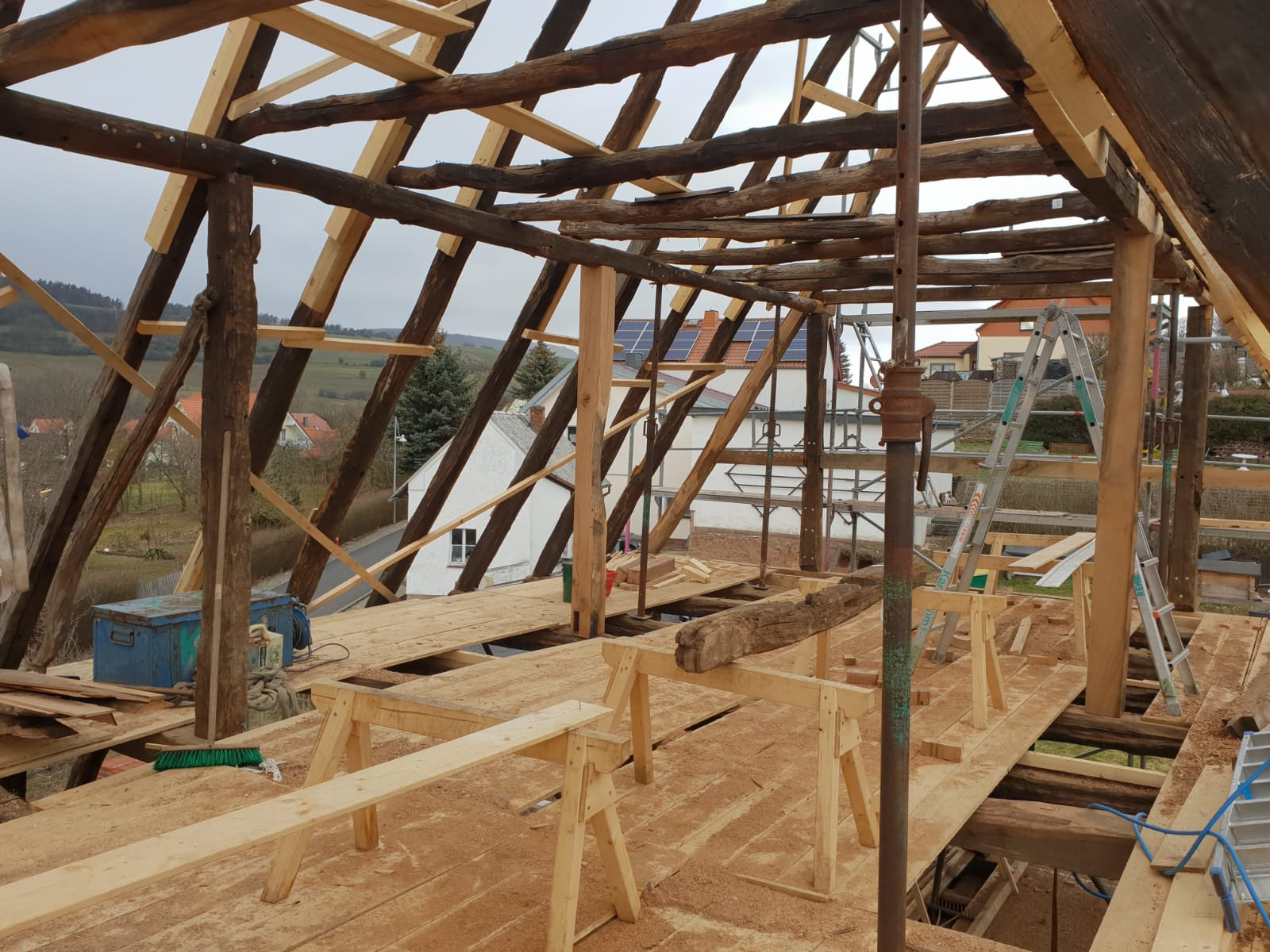
Wiederaufbau
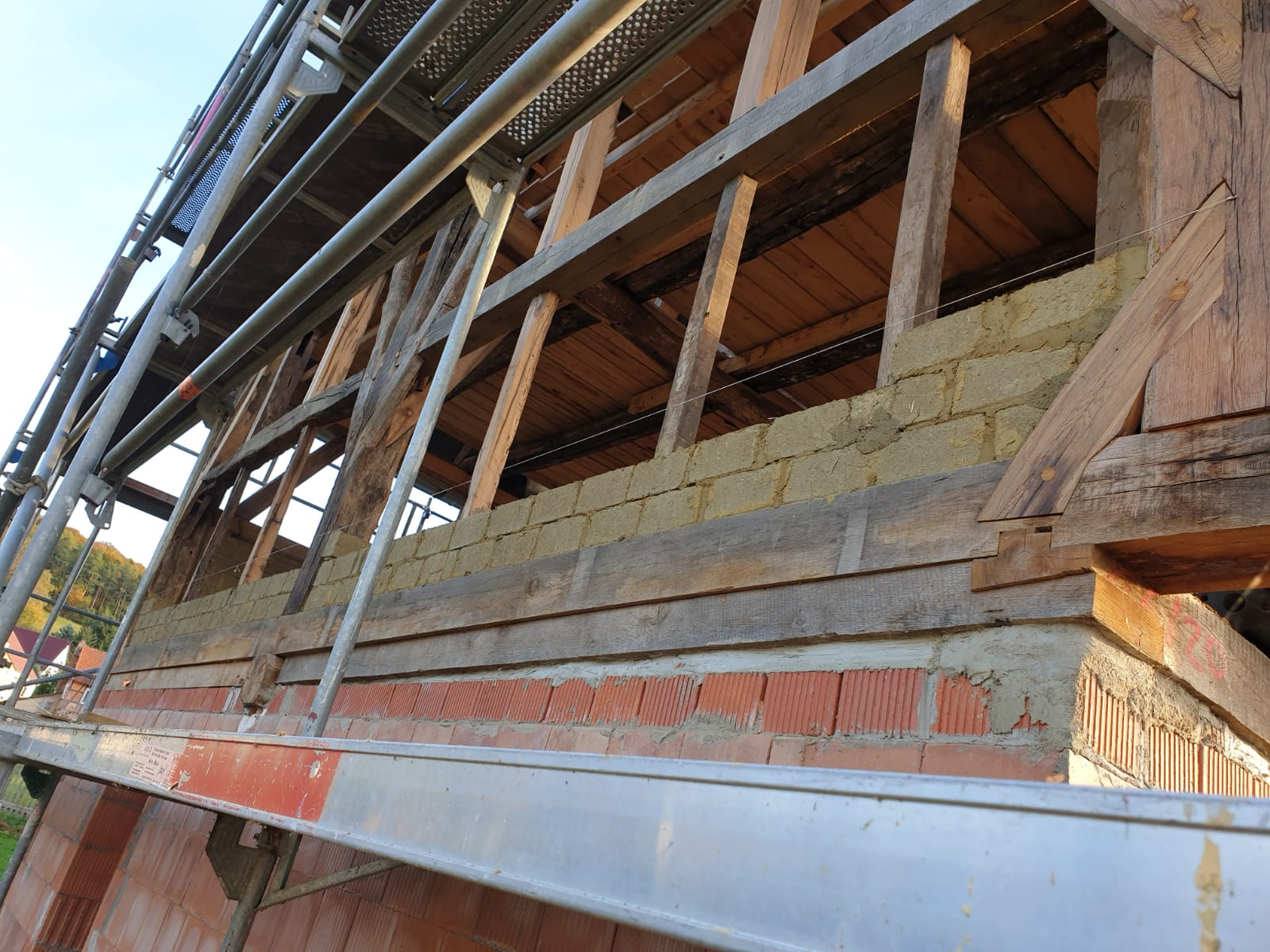
Wiederaufbau